# جواد کریمی قدوسی
جواد کریمی قدوسی (زادهٔ ۲۰ دی ۱۳۳۴) سیاستمدار، در دوره یازدهم مجلس شورای اسلامی به عنوان نمایندهٔ مشهد در مجلس حضور داشت. وی پیشتر در دورهٔ هشتم و نهم و دهم مجلس شورای اسلامی نیز نماینده مشهد بود. کریمی قدوسی سیاستمدار اصول‌گرا و از اعضای جبهه پایداری است.

## مخالفت با دولت روحانی
- کریمی قدوسی پس از تأیید صلاحیت کاندیداها و آغاز رقابت انتخاباتی در خرداد ۹۲، چند روز پیش از روز انتخابات خواستار رد صلاحیت حسن روحانی شد. این درخواست همزمان با بالا رفتن آراء روحانی در نظرسنجی‌ها صورت گرفت.[۶]
  - با آغاز به کار دولت یازدهم، جواد کریمی قدوسی، همواره در صف اول مخالفان عملکرد این دولت محسوب می‌شده است. برخی خبرگزاری‌ها، از جمله دلایل آغاز این رفتار قدوسی را مخالفت وی با استانداران پیشنهادی وزارت کشور برای استان خراسان رضوی، در زمان دولت یازدهم می‌دانند، که موجب مخالف‌گویی قدوسی شده است.[۱۳]
  - در نخستین سالگرد آغاز به کار دولت یازدهم، کریمی قدوسی در اظهار نظری روحانی را متهم به «دادن اطلاعات مهم فقهی به انگلستان» کرد. همچنین او بودجه رسانه‌های حامی روحانی را بالغ بر «صدها هزار میلیارد تومان» عنوان کرد.[۱۴] کریمی قدوسی یکی از چهره‌های شاخص همایش «دلواپسیم» بود که در نقد سیاست‌های هسته‌ای دولت یازدهم برگزار شد.
- وی در ۵ تیر در مهدیه مشهد، دولت یازدهم را به براندازی متهم کرد و گفت «رمزگشایی از شعار اعتدال امر مهمی است چرا که اعتدال پوششی برای براندازی نظام است.» و «اسرار پشت صحنه جریان اعتدال چیزی است که هم‌اکنون ما به چشم می‌بینیم و اگر جریان اسفناک فتنه اتفاق افتاده است، هم‌اکنون شعار اعتدال با هدف براندازی نظام، عناصر فتنه‌گر را به مناصب حکومتی گمارده‌اند.»[۱۵]

## جشن گرفتن بابت تصویب ۲۰ دقیقه‌ای برجام در مجلس

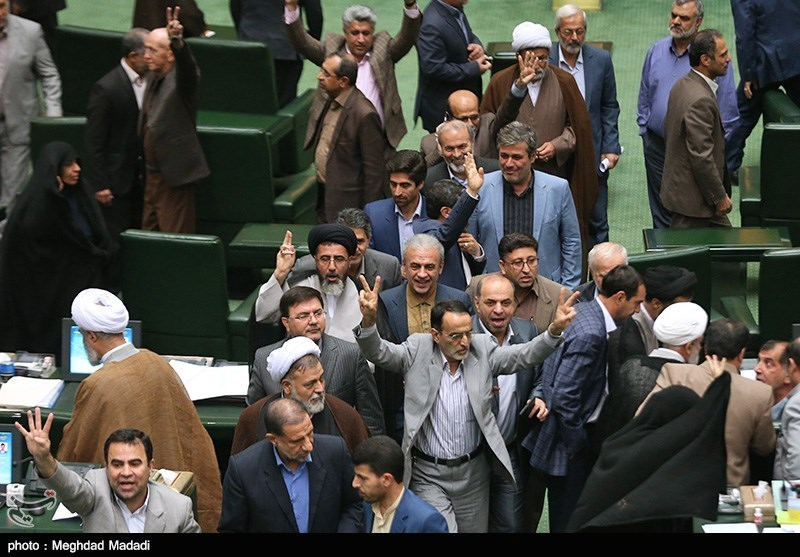
خوشحالی جواد کریمی قدوسی، کمال‌الدین پیرمؤذن و تعدادی دیگر از نمایندگان مجلس بعد از تصویب سریع و بی دردسر برجام.

کریمی قدوسی از نمایندگانی بود که در تاریخ  ۲۱ مهر ۱۳۹۴ که قرار بود تصویب طرح برجام در مجلس بررسی شود، بعد از تخلفات آشکار رئیس مجلس در جلوگیری از صحبت نمایندگان موافق و مخالف و همچنین جلوگیری از بیان پیشنهاد‌ها و تصویب ۲۰ دقیقه‌ای برجام، همراه با سایر نمایندگان عمدتا اصلاح طلب خوشحال از تصویب سریع و آسان این طرح شروع به خوشحالی در صحن علنی مجلس کرد.

## درگیری با ظریف در جلسه غیرعلنی مجلس
در جلسه ای که با حضور محمد جواد ظریف پس از بیانیه لوزان در روز ۱۶ فروردین ۹۴ برگزار شد، بعد از تبادل نظرات مختلف کریمی‌قدوسی بحث‌هایی را در رابطه با فوردو و نطنز مطرح کرد و عنوان داشت که رهبر در یک جلسه خصوصی در مورد اقدامات وزارت امور خارجه و شخص وزیر خارجه تذکر داده است.
کریمی‌قدوسی به ظریف گفت:
حضرت آقا به شما تذکر داده است؛ اما ظریف به کریمی‌قدوسی گفت: شما دروغ می‌گویید و با این گونه حرفها به آقا تهمت می‌بندید و به آقا ظلم می‌کنید و در آن جلسه هرگز آقا به من تذکر ندادند. شما که در آن جلسه حضور نداشتید و چگونه وقتی در آن حاضر نبودید می‌توانید آنقدر راحت دروغ بگویید؟ که وی نیز در پاسخ به ظریف گفت من در آن جلسه نبودم اما شنیده‌ام که در این جلسه چه گذشته است؛ و ظریف نهایتاً گفت: شما وقتی نمی‌دانید لطفاً حرفی نزنید یا از کسی که در جلسه بود به صورت کامل جزئیات را سؤال کنید و سپس اظهار نظر کنید، آقای لاریجانی رئیس مجلس در این جلسه بودند و می‌تواند در این مورد شهادت بدهند.
این جلسه برای چند لحظه به شدت متشنج شد و نیروهای حفاظتی مجبور شدند سریعاً خبرنگاران و افراد دیگر حاضر در جلسه را از کمیسیون به بیرون هدایت کنند.

## نسبت دادن تابعیت افغانستان به وی
جلیل رحیمی جهان‌آبادی، نماینده وقت تربت جام در مجلس طی نطقی گفت:
آقای کریمی قدوسی، آن زمانی که اجداد و بستگان شما از افغانستان به ایران حمله می‌کردند، ما ایرانی بودیم و از ایران دفاع می‌کردیم. … از کی شما ایرانی شدید که ما ایرانی نبودیم؟

وی همچنین در مصاحبه ای گفت: اسنادی در خصوص تابعیت غیر ایرانی بستگان وی و همچنین دربارهٔ اکتسابی بودن تابعیت خود وی و خانواده اش وجود دارد. اگر مسئولان امنیتی و ارشد مجلس اجازه دهند و این را خلاف امنیت ملی ندانند، ما این اسناد را منتشر خواهیم کرد. اسناد حضور بستگان وی در خارج و همچنین مکاتبات وی با این افراد و تاریخ صدور شناسنامه آن‌ها وجود دارد. عمو و پسر عموی وی کجا هستند؟ من می‌توانم این‌ها را با دلیل و سند بگویم. اگر مسئولان امنیتی اجازه دهند من این کار را خواهم کرد.
کریمی قدوسی در پاسخ به ابهامات اینطور پاسخ گفت:
از دستگاه‌های نظارتی، وزارت اطلاعات، ثبت احوال، سپاه به‌خصوص شورای نگهبان اگر این اتهاماتی که آقای رحیمی جهان‌آبادی به من زده است که کذب محض است شرافت شما را هم زیر سؤال است. اگر یک سند مبنی براینکه یکی از اجداد ما ولو هفت نسل در افغانستان بوده و آمده است بیاید در صداوسیما این سند را پخش کند والا صداوسیما باید این مذاکرات من را پخش کند. من از دولت افغانستان می‌خواهم که آنها بیایند و بررسی کنند اگر ما یک رگ و ریشه ای یا اقوامی در طول تاریخ در افغانستان داشتیم بگویند ما افغانی هستیم. والا آقای رئیس مجلس شما هم مسئولید. همین که من برای خودم خرج کنم و دفاع کنم. این حقوق کسانی است که به من رای دادند.

## انتشار اعترافات دری اصفهانی
کریمی قدوسی در روز ۱۱ شهریور ۱۳۹۷ در جلسه سؤال از ظریف وزیر امور خارجه با اشاره به حضور دو تابعیتی‌ها و برخی جاسوسان در تیم مذاکرات هسته‌ای برجام، نام عبدالرسول دری اصفهانی را که دارای تابعیت کانادایی بوده و به عنوان مسئول کمیته مذاکره‌کننده پولی و بانکی و هسته‌ای در تیم مذاکره‌کننده هسته‌ای ایران با گروه ۵+۱ فعالیت می‌کرده، مطرح کرد. او سپس بخشی از مستند تورنتو ۵۲۱ را پخش کرد که در آن اسناد، مدارک و اعترافاتی از عبدالرسول دری اصفهانی تهیه شده و به تشریح آنچه مراحل جاسوسی دری اصفهانی برای سرویس‌های اطلاعاتی دولت‌های متخاصم نامیده می‌شد، پرداخت.

## انتقام از ترامپ
جواد کریمی قدوسی درخصوص ترور سلمان رشدی گفت: اتفاقی که در نیویورک رخ داد، اجرای حکم ارتداد سلمان رشدی به دست یک جوان تولد یافته در آمریکا و بدون هیچ ارتباط حزبی و سازمانی بود. به بیان سازمان سیا این فرد هیچگونه پشتیبانی نداشت و فرد غیرحرفه‌ای بوده است. چون آن ذهنیت را از سلمان رشدی داشته و آن حکم حضرت امام را دیده به عنوان یک فرد مؤمن برای آرمان‌های پیامبران و انبیاءالهی تلاش می‌کند که این حکم اجرا شود. او در مورد انتقام از دونالد ترامپ و مایک پمپئو گفت: به فرض اینکه ایران بخواهد انتقام بگیرد، به همان افراد میدان‌دار کوچه محلات منهتن نیویورک هم از راه دور یک سفارشی کند و یک پولی به آن‌ها بدهد آن‌ها می‌توانند آن کار را انجام دهند تا اینکه یک پاسدار را از ایران به نیویورک بفرستند که احتمال خطرش خیلی زیاد است.

## ادعاهای تکذیب‌شده
ادعاهای کریمی قدوسی بارها از سوی دیگران تکذیب شده است.
- تکذیب ادعا دربارهٔ دستگیری جاسوس در تیم مذاکره‌کننده از سوی وزارت امور خارجه[۳۲]
- تکذیب ادعای کریمی قدوسی مبنی بر «اعلام برائت انصاری از فتنه» از سوی محمدرضا خباز[۳۳]
- تکذیب ادعای کریمی قدوسی مبنی «سخنان هاشمی رفسنجانی علیه دولت» از سوی قدرت‌الله علیخانی[۳۴]
- تکذیب تقلید صدای حسین فریدون و فریب معاون زنان و خانواده رئیس‌جمهور از سوی روابط عمومی معاونت زنان و خانواده[۳۵]
- جعلی بودن طرح سه فوریتی توقف مذاکرات هسته‌ای از سوی نمایندگان مجلس[۳۶]
- تکذیب ادعای رأی دیوان محاسبات کشور در انفصال از خدمت وزیر اقتصاد دولت یازدهم و سخنگوی دولت از سوی دادستان کل دیوان محاسبات[۳۷]
- تکذیب ادعای توافقات هفت‌گانه ایران و آمریکا از سوی وزارت امور خارجه در اسفند ۹۵. وزارت خارجه ادعای او را بی اساس، مضحک و نمونه دیگری از افتراهای کذب همیشگی شخص ایشان خواند.[۳۸]
- تکذیب‌نامه‌نگاری محمد جواد ظریف وزیر امور خارجه ایران با وزیر امور خارجه آمریکا از سوی روابط عمومی وزرت امور خارجه در اسفند ۹۵.[۳۹] همچنین جواد ظریف در پاسخ به این اظهارات گفت: «صد در صد دروغ است. نه نامه نه پیام نه تلفن نه ایمیل نه پیامک نه پیغام نه «پسغام». فقط خیالبافی.»[۴۰]
- تکذیب ادعا در مورد شرکت ملی نفت ایران در دوره بیژن نامدار زنگنه که با حضور زنگنه در مجلس به ادعاهای او پاسخ داده شد.
- تکذیب ادعا در خصوص ارتباط فامیلی نامزد عدنان خاشقچی با بیژن نامدار زنگنه؛ وزیر نفت دولت دوازدهم. کریمی قدوسی که سال‌هاست ادعای تسلط بر پشت پرده‌های سیاست و قدرت در ایران و حتی دنیا را دارد برای طرح سؤال خود حتی یک جستجوی ساده اینترنتی هم نکرده که متوجه شود به هیچ عنوان ارتباط فامیلی بین وزیر نفت و همسر عدنان خاشقجی وجود ندارد. همسر این میلیاردر عربستانی در واقع دختر پری زنگنه است که خود یکی از هنرمندان مشهور و صاحب نام موسیقی ایران است. این خانواده اصالتی کاشانی دارند در حالی که بیژن زنگنه اهل کرمانشاه است.